# ミレナ・ヴコティッチ
ミレナ・ヴコティッチ（セルビア語: Милена Вукотић, 1847年5月4日 - 1923年3月16日）は、モンテネグロ王ニコラ1世の妃。

## 生涯
ペータル・ヴコティッチ公とその妻のイェレナ・ヴォイヴォディッチの娘として生まれ、1860年11月8日にわずか13歳で、ツェティニェにおいて19歳のモンテネグロ公ニコラ1世と結婚した。この結婚は、ヴコティッチ家とペトロヴィチ＝ニェゴシュ家の友誼を結ぶためになされた政略結婚だった。1910年、夫が王号を称するに伴い王妃となった。1918年にモンテネグロ王国がセルビア王国に併合されるに伴い、王家の人々とともに国外に逃れた。夫の死の2年後、1923年にフランスのアンティーブで没し、イタリアのサンレーモに葬られた。

## 子女
夫との間に12人の子女をもうけ、娘たちの何人かは諸外国の王家に嫁いだ。
- リュビツァ（1864年 - 1890年） - セルビア王ペータル1世と結婚
- ミリツァ（1866年 - 1951年） - ロシア大公ピョートル・ニコラエヴィチと結婚
- スタナ（1868年 - 1935年） - ロイヒテンベルク公ゲオルギー・マクシミリアノヴィチと結婚、ロシア大公ニコライ・ニコラエヴィチと再婚
- マリツァ（1869年 - 1885年）
- ダニロ（1871年 - 1939年） - モンテネグロ王太子
- イェレナ（1873年 - 1952年） - イタリア王ヴィットーリオ・エマヌエーレ3世と結婚
- アナ（1874年 - 1971年） - バッテンベルク公子フランツ・ヨーゼフと結婚
- ソフィヤ（1876年）
- ミルコ（1879年 - 1918年） - グラホヴォ大公、ゼタ大公
- クセニヤ（1881年 - 1960年）
- ヴェラ（1887年 - 1927年）
- ペータル（1889年 - 1932年） - ザフムリエ大公